# Waldalgesheim

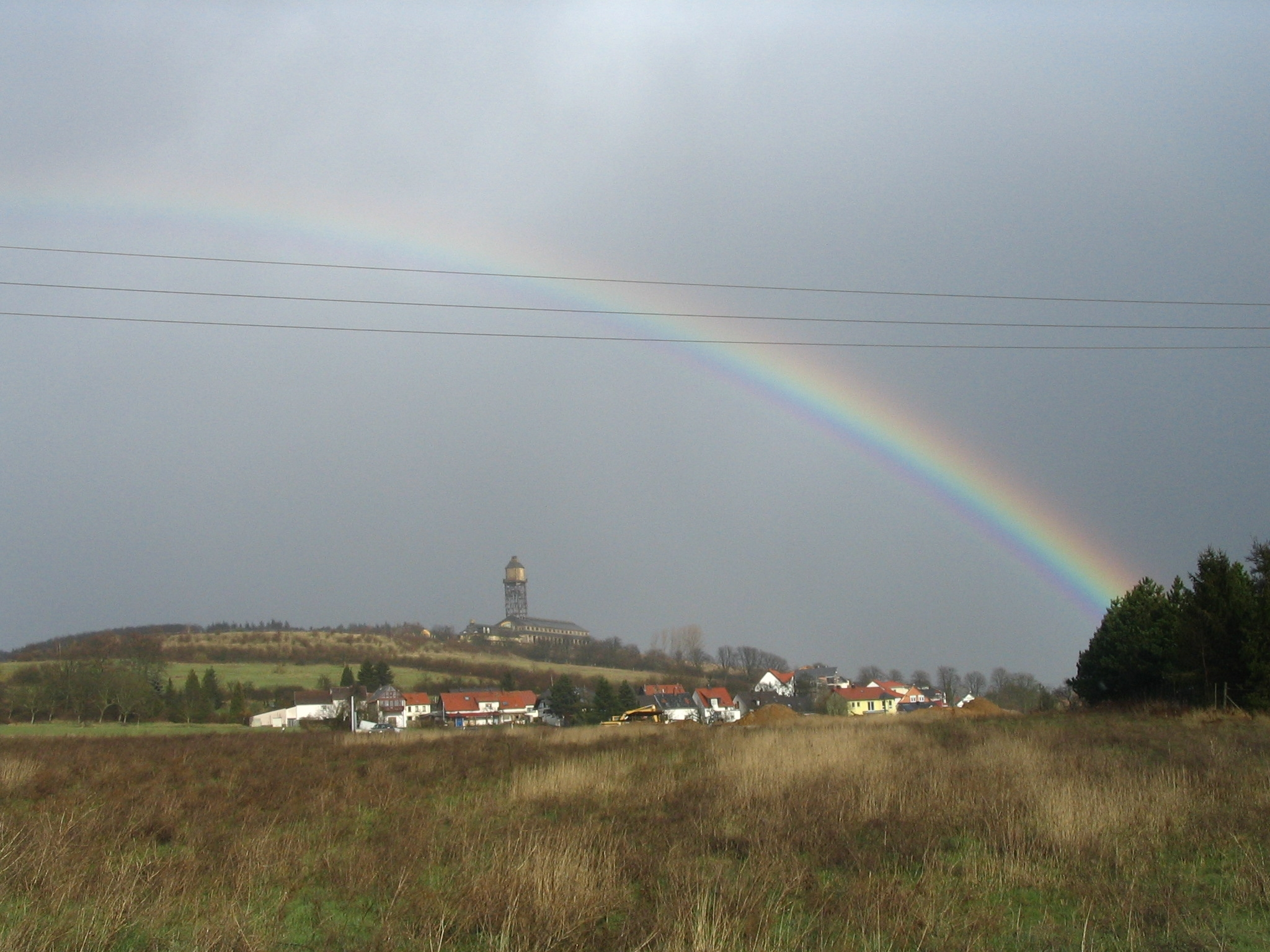
Die Grube Amalienhöhe thront über Waldalgesheim

Waldalgesheim ist eine Ortsgemeinde im Landkreis Mainz-Bingen in Rheinland-Pfalz. Sie gehört der Verbandsgemeinde Rhein-Nahe an, die ihren Verwaltungssitz in der Stadt Bingen am Rhein hat.
Seit 2003 ist Waldalgesheim Teil des UNESCO-Weltkulturerbes Mittelrhein.

## Geographie

### Lage
Der Weinort Waldalgesheim liegt am Südostrand des Hunsrücks zwischen Koblenz und Bad Kreuznach südlich des Binger Walds und westlich der Nahe und ca. 6 km westlich von Bingen.

### Nachbargemeinden
Nachbargemeinden von Waldalgesheim sind Weiler bei Bingen, Rümmelsheim und Stromberg (Hunsrück) sowie Richtung Genheim, Waldlaubersheim, Roth und Schweppenhausen.

### Gemeindegliederung
Genheim ist ein Ortsteil der Gemeinde Waldalgesheim.

## Geschichte
Nachweisbar sind keltische Niederlassungen aus der La-Tène-Zeit (5.– 1. Jh. v. Chr.), im Besonderen das am Ortsrand von Waldalgesheim gelegene keltische Fürstengrab, dessen Funde sich im Rheinischen Landesmuseum in Bonn befinden.
Die erste urkundliche Erwähnung im Lorscher Codex stammt aus dem Jahr 790 (oder evtl. 780) mit „in pago Nachgowe, in Alagastesheim“ („im Nahegau, in Waldalgesheim“) anlässlich einer Schenkung an das Kloster Lorsch.
Der ursprüngliche Name von Waldalgesheim lautete Algesheim. Der Namenforscher Albrecht Greule führt aus, dass durch den Zusatz des Wald- im Ortsnamen  zum Namen von Algesheim (Gau-Algesheim), ebenfalls im Kreis Mainz-Bingen, unterschieden werden sollte. Als Bedeutung für den Ortsnamen liegen augenscheinlich nach Greule die männlichen Personennamen Alagast oder Alagwin vor, im Sinn von „Heim des Alagast“ oder das „Heim des Alagwin“.
Am 7. November 1970 wurde die bis dahin selbständige Gemeinde Genheim eingemeindet.

### Konfessionsstatistik
Mit Stand 30. Juni 2005 waren von den Einwohnern 50,6 % römisch-katholisch, 29,9 % evangelisch und 19,5 % waren konfessionslos oder gehörten einer anderen Glaubensgemeinschaft an. Der Anteil der evangelischen und katholischen Kirchenmitglieder an der Gesamtbevölkerung ist seitdem jährlich um 1 Prozentpunkt gesunken. Mit Stand Juni 2025 waren von den Einwohnern 35,8 % katholisch, 23,9 % evangelisch und 40,3 % waren konfessionslos oder gehörten einer anderen Glaubensgemeinschaft an.

## Politik

### Gemeinderat

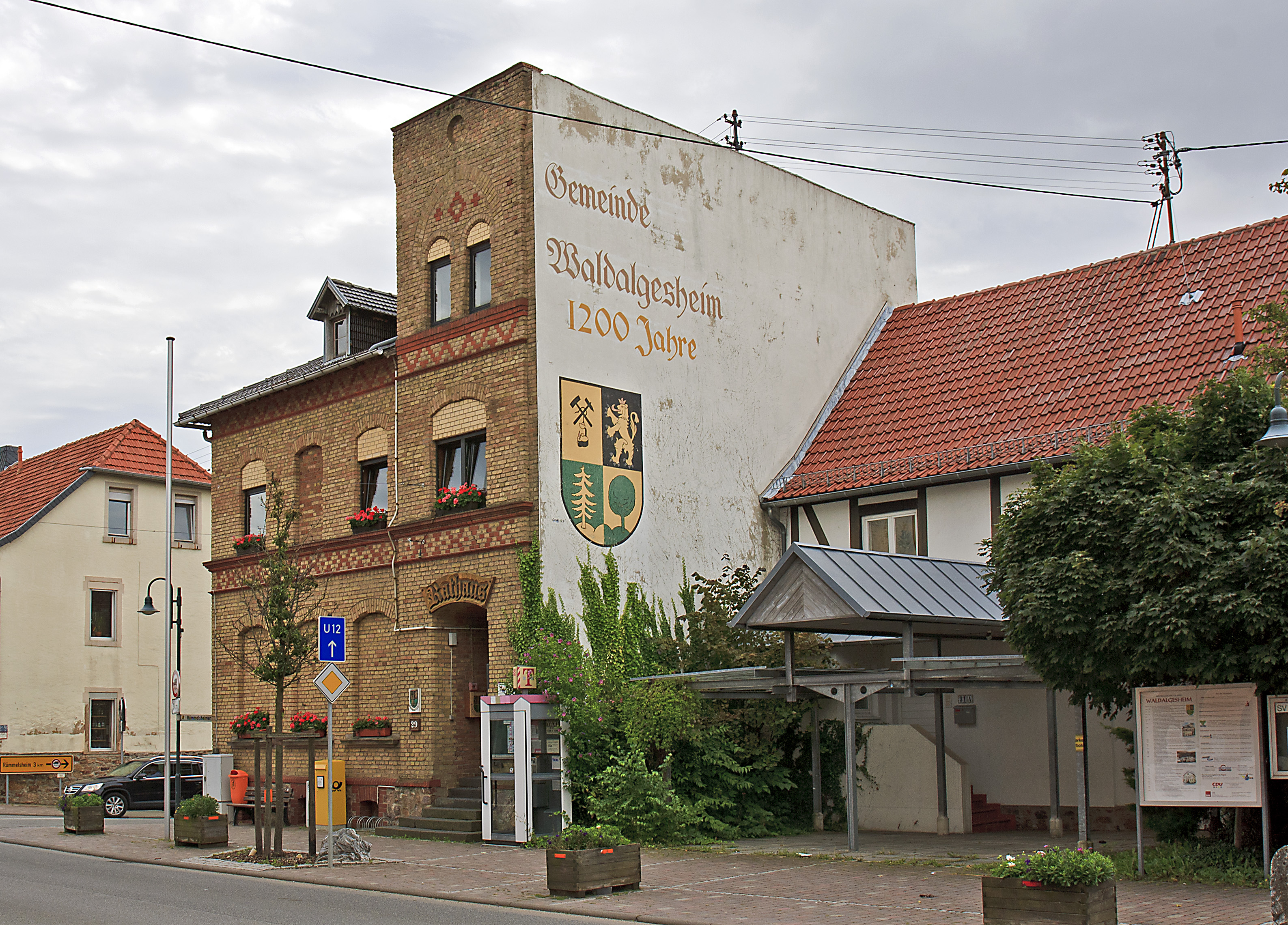
Altes Rathaus

Der Gemeinderat in Waldalgesheim besteht aus 20 Ratsmitgliedern, die bei der Kommunalwahl am 9. Juni 2024 in einer personalisierten Verhältniswahl gewählt wurden, und dem ehrenamtlichen Ortsbürgermeister als Vorsitzendem.
Die Sitzverteilung im Gemeinderat:
| Wahl | SPD | CDU | Grüne | FDP | FWG | Gesamt   |
| ---- | --- | --- | ----- | --- | --- | -------- |
| 2024 | 2   | 7   | 3     | 1   | 7   | 20 Sitze |
| 2019 | 4   | 7   | 3     | 2   | 4   | 20 Sitze |
| 2014 | 4   | 9   | 2     | 2   | 3   | 20 Sitze |
| 2009 | 4   | 11  | –     | 2   | 3   | 20 Sitze |
| 2004 | 5   | 11  | –     | 2   | 2   | 20 Sitze |

- FWG = Freie Wählergemeinschaft Waldalgesheim und Genheim e. V.

### Bürgermeister
Helmut Schmitt (FWG) wurde am 6. August 2024 Ortsbürgermeister von Waldalgesheim. Bei der Stichwahl am 23. Juni 2024 hatte er sich mit einem Stimmenanteil von 72,8 % durchgesetzt, nachdem im ersten Wahlgang am 9. Juni keiner der ursprünglich drei Bewerber eine ausreichende Mehrheit erreichen konnte.
Schmitts Vorgänger Stefan Reichert (CDU) hatte das Amt seit 2014 inne und kandidierte bei der Wahl 2024 nicht erneut als Ortsbürgermeister. Bei der Direktwahl am 26. Mai 2019 war er mit einem Stimmenanteil von 54,65 % in seinem Amt bestätigt worden. Vor Reichert waren Gerhard Hanke (CDU, Amtszeit 1994–2014) und Herbert Sinz (FWG, 1969–1994) Ortsbürgermeister von Waldalgesheim.

### Gemeindepartnerschaften
Eine Partnerschaft besteht mit der Gemeinde Ratten in der Steiermark.

## Bauwerke

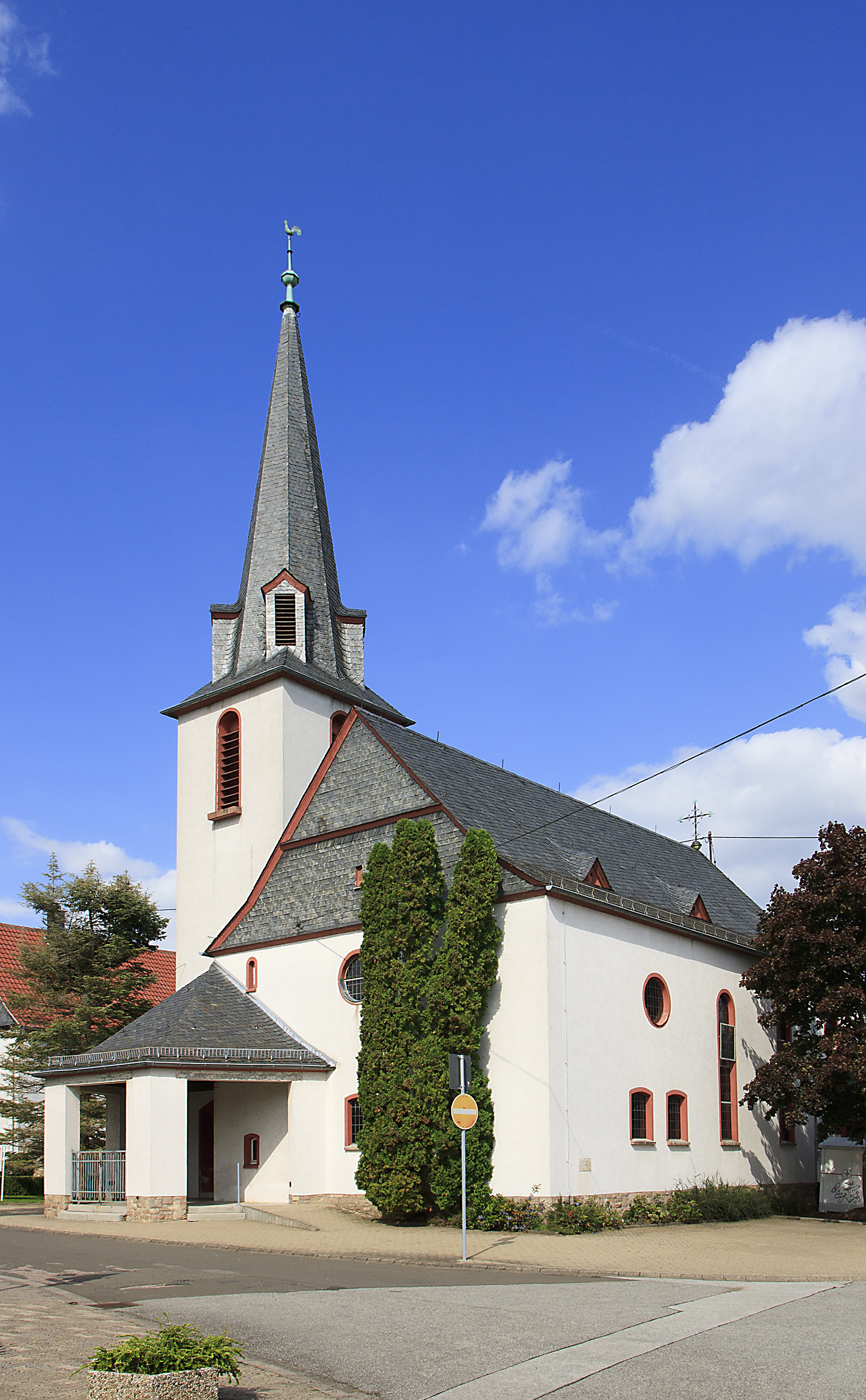
Evangelische Kirche

Die schlossgleiche Anlage der Erz- und Mangan-Grube Dr. Geier (erbaut 1917 bis 1919), Knappensiedlung

## Sport
Der örtliche Sportverein SV Alemannia Waldalgesheim wurde im Jahre 1910 gegründet und besteht aus den Abteilungen Fußball, Tennis, Basketball, Kinderturnen, Aerobic, Mutter-Kind-Turnen und Jazztanz. Aushängeschild des Vereins ist die Fußballabteilung, deren erste Mannschaft in der Saison 2007/08 von der Verbandsliga in die Oberliga Südwest aufstieg. Durch den Gewinn des Südwestpokals 2014 qualifizierte sich die Mannschaft zur Teilnahme an den DFB-Pokalspielen 2014/15.

## Verkehr
- Die Bundesautobahn 61 wird nach ca. 4 km an der Anschlussstelle Waldlaubersheim erreicht. In etwa gleicher Entfernung liegt die Anschlussstelle Stromberg (ebenfalls A 61).

## Persönlichkeiten

### Ehrenbürger
- Herbert Sinz (* 1922), Ortsbürgermeister von 1969 bis 1994 und in vielen Ortsvereinen aktiv, wurde für seine Verdienste für seine Heimatgemeinde geehrt.[14][15]

### In Waldalgesheim geboren
- Hanns Geier (* 25. Februar 1902 in Waldalgesheim; † 1986), Automobilrennfahrer

### Mit Waldalgesheim verbundene Persönlichkeiten
- Stephan Lück (* 9. Januar 1806 in Linz am Rhein, † 3. November 1883 in Trier), Theologe,  Dommusikdirektor von Trier und Herausgeber, wirkte von 1831 bis 1835 als Pfarrer in Waldalgesheim.
- Gerhard Hanke (* 28. August 1951 in Treis-Karden), Förster und Publizist, war von 1994 bis 2014 Ortsbürgermeister von Waldalgesheim

## Sonstiges
- Ein neues Konzept wird mit der Route der Industriekultur Rhein-Main eröffnet. Darin sollen Industriebauwerke auf den 160 Kilometern zwischen Miltenberg und Bingen am Rhein via Frankfurt am Main zu einer Erlebnisroute über die Industriekultur im Rhein-Main-Gebiet verknüpft werden.[16]